# Clenchiellidae
Clenchiellidae is een familie van weekdieren uit de klasse van de Gastropoda (slakken).

## Geslachten
- Clenchiella Abbott, 1948
- Coleglabra Ponder, Fukuda & Hallan, 2014
- Colenuda Ponder, Fukuda & Hallan, 2014
- Coliracemata Ponder, Fukuda & Hallan, 2014